# 水茴草属
水茴草属（学名：Samolus）是报春花科下的一个属，为一年生或多年生草本植物。该属共有10种，分布于全球。